# Marder (dwergonderzeeboot)

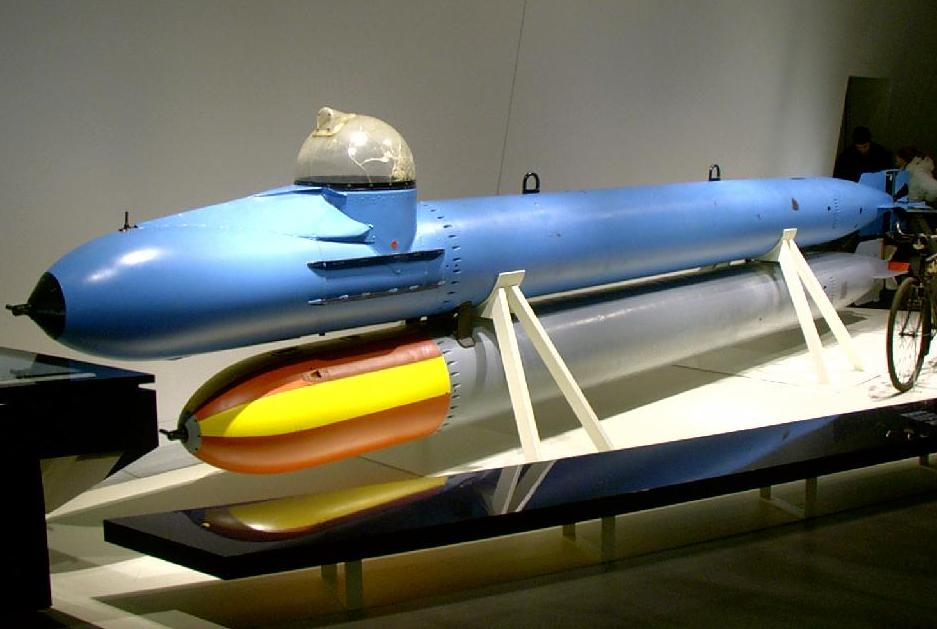
Marder met torpedo

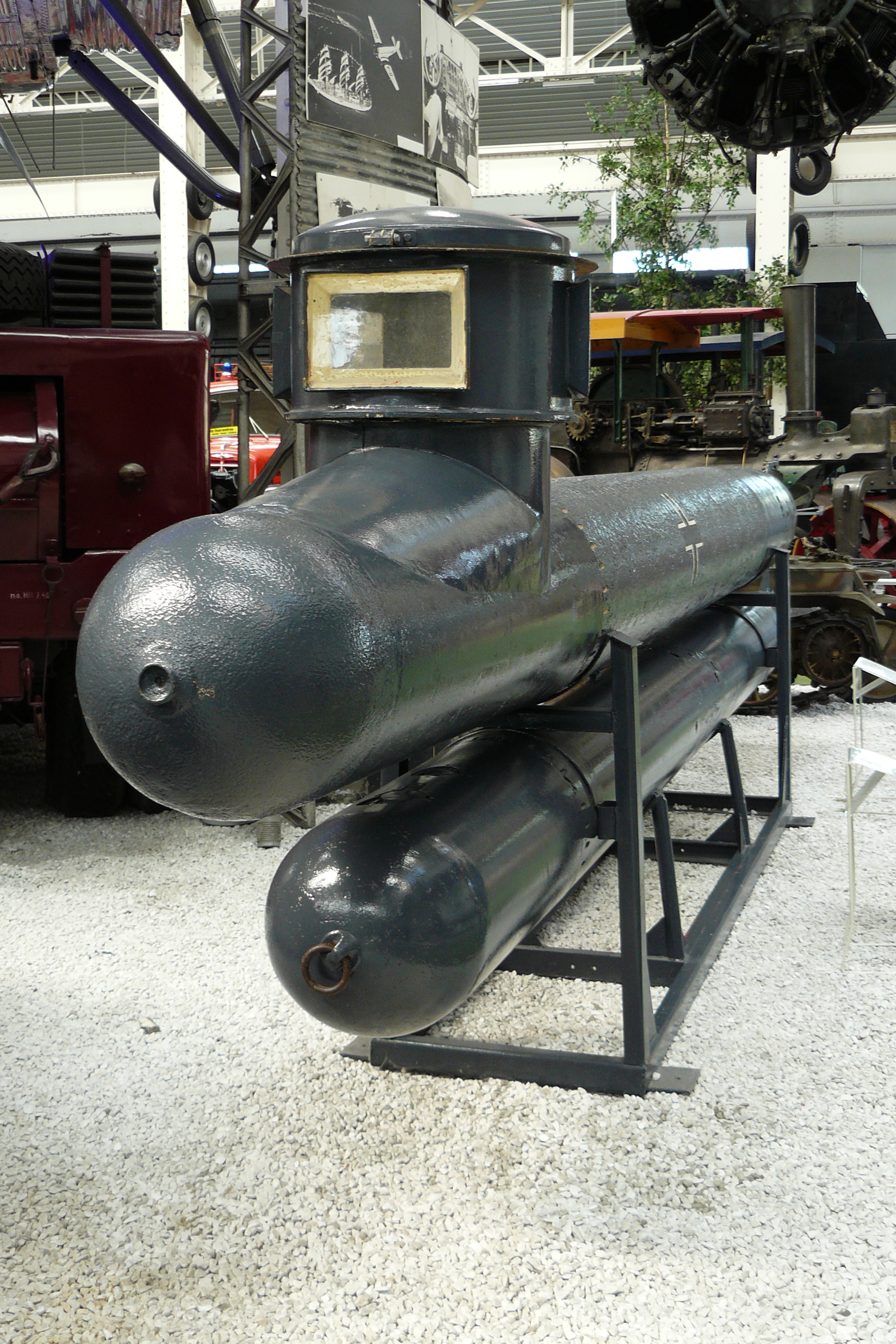
Marder in het Technikmuseum Speyer

De Marder was een klasse dwergonderzeeboten van de Duitse Kriegsmarine tijdens de Tweede Wereldoorlog. De Marders werden ingezet tijdens de landingen van de geallieerden in Anzio, Italië, in januari 1944.
De Duitsers bouwden diverse klassen van dwergonderzeeboten, zoals ook de Biber, hoofdzakelijk voor gebruik tegen invasievloten. Ze hadden er echter weinig succes mee. De Marder, niet te verwarren met het gelijknamige tankwapen, was een van de bekendste typen die onder water kon varen. De onderzeeër zelf was een voormalige torpedo waarvan de oorlogskop verwijderd was en vervangen door een segment met een cockpit en eenmansbesturing.
De eigenlijke torpedo hing onderaan. Deze was een meter korter dan de besturingstorpedo-onderzeeër.
Zijn afmetingen waren 7,80 m bij 0,52 m bij 1,05 m. De snelheid bedroeg drie knopen. De besturingstorpedo-onderzeeboot werd vooraan hoger gemaakt om de bestuurder been- en knieruimte te geven. De Marder had geen periscoop, zodat de mini-onderzeeër bijna met zijn glazen stolp, half boven water moest varen om zich naar het doel te begeven en te richten.
Gedurende de landing bij Anzio verloor de Britse marine in totaal twee lichte kruisers, drie torpedobootjagers, het hospitaalschip Saint-David, drie LST's en een LCI. In totaal werden 429 matrozen gedood of gewond. De Amerikaanse marine verloor 326 man aan doden en gewonden, twee mijnenvegers, twee Liberty-schepen, vijf landingsvaartuigen en een tanklandingsschip. Bijna alle verliezen werden tijdens luchtaanvallen geleden. Aanvallen van Duitse en Italiaanse E-boten resulteerden in het verlies van slechts één LST.
Een aanval met 23 Marder bemande torpedo's mislukte geheel, aangezien daarbij geen enkel vaartuig tot zinken gebracht werd en er van de Marders 10 vernietigd of buitgemaakt werden.